# Helimadoe (film)
Helimadoe je český lyrický film režiséra Jaromila Jireše z roku 1993. Byl natočen podle stejnojmenného románu Jaroslava Havlíčka.
Příběh je zasazený do atmosféry malého města na počátku 20. století. Zvláštní název tohoto filmu je složený z počátečních slabik pěti dívčích jmen Heleny, Lidmily, Marie, Dory a Emy, dcer svérázného venkovského lékaře Hanzelína. Děvčata zasáhnou do života vnímavého dospívajícího chlapce Emila, syna z maloměstské rodiny okresního hejtmana. Emil prožívá první milostná okouzlení i hluboká rozčarování. Životní zkušenosti a moudrost doktora Hanzelína pomůžou chlapci tyto situace překonat.

## Hrají
| Jakub Marek       | Emil            |
| Josef Somr        | doktor Hanzelín |
| Jana Dolanská     | Helena          |
| Zuzana Bydžovská  | Lída            |
| Ljuba Krbová      | Marie           |
| Lucie Zedníčková  | Dora            |
| Jana Konečná      | Ema             |
| Oldřich Navrátil  | Emilův otec     |
| Eva Jakoubková    | Emilova matka   |
| Libuše Havelková  | Háta            |
| Jiří Bartoška     | kouzelník Balda |
| Petr Pelzer       | Emil (muž)      |
| Alice Vegrová     | Miss Aga        |
| Václav Vydra      | učitel Pírko    |
| Valerie Kaplanová |                 |

## Štáb
- Režie: Jaromil Jireš
- Námět: Jaroslav Havlíček (román)
- Scénář: Jaromil Jireš, Václav Šašek
- Kamera: Petr Polák
- Hudba: Luboš Fišer
- Architekt: Miloš Ditrich
- Kostýmní výtvarník: Jarmila Konečná
- Pomocná režie: Magdalena Čechová
- Produkce: Věra Laštovková
- Střih: Milan Justin
- Umělecká spolupráce: Jan Čuřík

## Ocenění
- Český lev za nejlepší scénář (1993)